# Musée de l'aéronautique navale
Le musée de l'aéronautique navale, situé sur le site de l'ancienne base d'aéronautique navale à Rochefort dans le département de la Charente-Maritime (région Nouvelle-Aquitaine), est consacré à l'aéronavale française. Il comporte 35 aéronefs (avions, hydravions, planeurs, hélicoptères), avec également des éclatés de moteurs et 1 500 maquettes.

## Historique
- Créé en 1988, il s'appelle alors le musée des traditions de l'aéronautique navale à Rochefort.
- Le 1er novembre 1990, mise en place de l'Association nationale des amis du musée de l’aéronautique navale (ANAMAN).
- En 2009 le site, acquis par le département, comprend plus de onze hectares, une tour de contrôle et deux hangars[2]. Appelés « Dodin »” et « St-Trojan », ces derniers abritent les collections sur une superficie couverte de 5 000 m2.
- En 2016, aménagement d'un accès direct au musée pour faciliter les visites[3].

## Collections
Le musée, situé dans le hangar « Dodin » d'une surface de 3 500 m2, expose les appareils tels que :
- Avions :
  - Aquilon, premier avion à réaction de la Marine[3]
  - Beechcraft SNB-5 Expeditor
  - Étendard IV M [4]
  - Dewoitine D520
  - Vought F-8E(FN) Crusader
  - Fouga CM-175 Zéphyr
  - Jaguar M [5] qui est un exemplaire unique
  - Lockheed P2V-7 Neptune, avec bi-motorisation : hélices et réacteurs
  - Max-Holste MH-1521 Broussard
  - MD 312 Flamant M
  - Morane MS 760 Paris
  - Nord-Aviation N262
  - North American SNJ-5 "Texan"
  - SNCASE Aquilon 203
  - Stampe SV4C
  - Super Étendard Modernisé (SEM)
  - Douglas C-47 "Dakota"
  - Breguet 1050 "Alizé"
- Hélicoptères :
  - Alouette II
  - Bell 47 G1
  - Westland WG 13 Lynx
  - SA 321 G Super Frelon
  - Sikorsky HSS-1 "Choctaw"
  - Vertol H 21C "Banane"
- Planeur :
  - Caudron C.800

Une collection de 1 500 maquettes avec différents modèles d’aéronefs historiques de la Marine française, au 1/72e, concernant l'aéronautique navale, la Deuxième Guerre mondiale et l’aviation générale (zeppelin, avion fusée et furtif).
Des éclatés de moteurs d'avions ayant servi à l’instruction des militaires de l'Aéronavale (Wright 3350-32w), d'un radar de vol DRAA2B et une cabine de simulateur de vol LMT 141.
Le hangar “St-Trojan” abrite les aéronefs en cours de restauration et d'entretien.

## Galerie

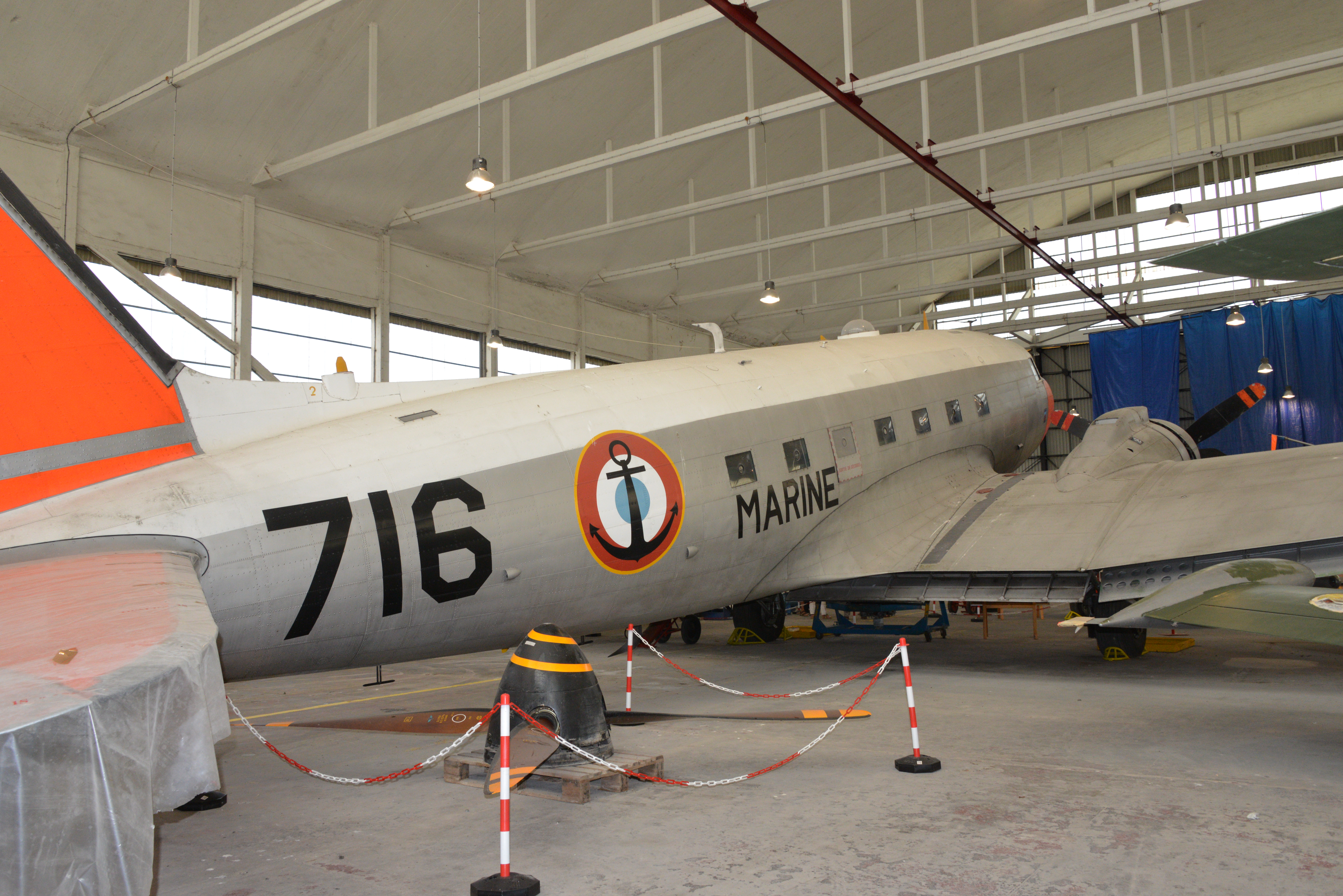
Douglas C 47 « Dakota »
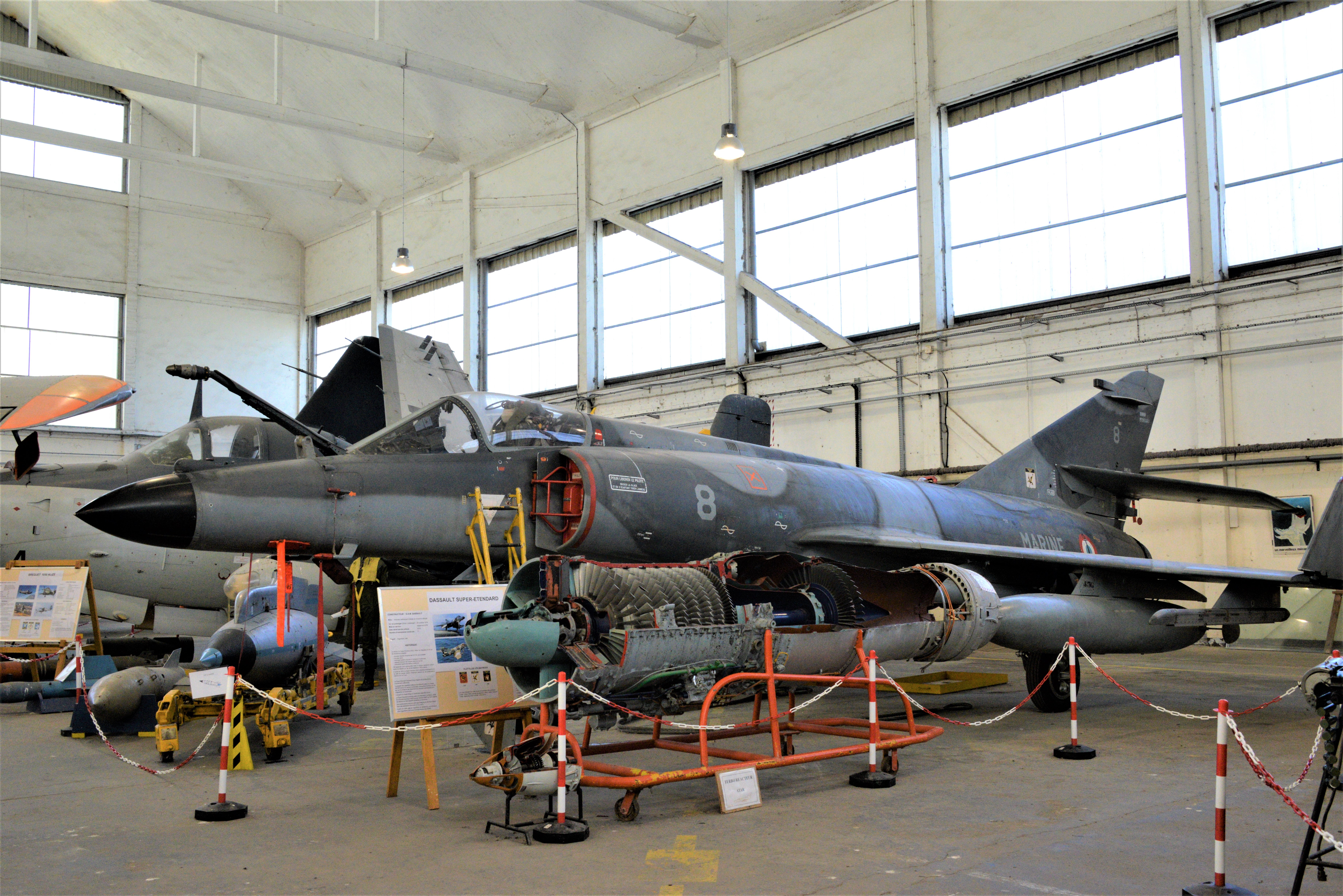
Super-Étendard
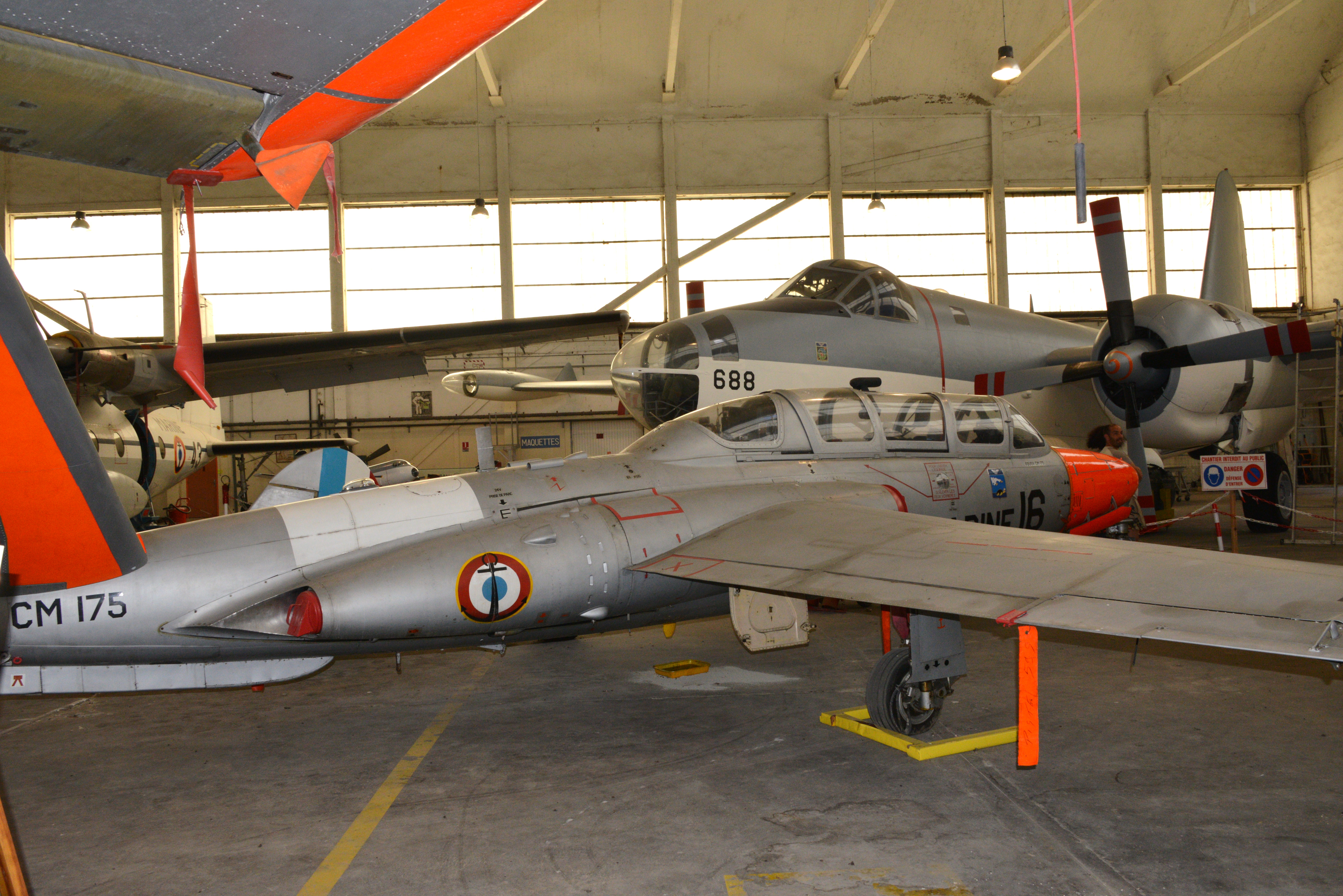
Fouga CM-175 Zéphyr
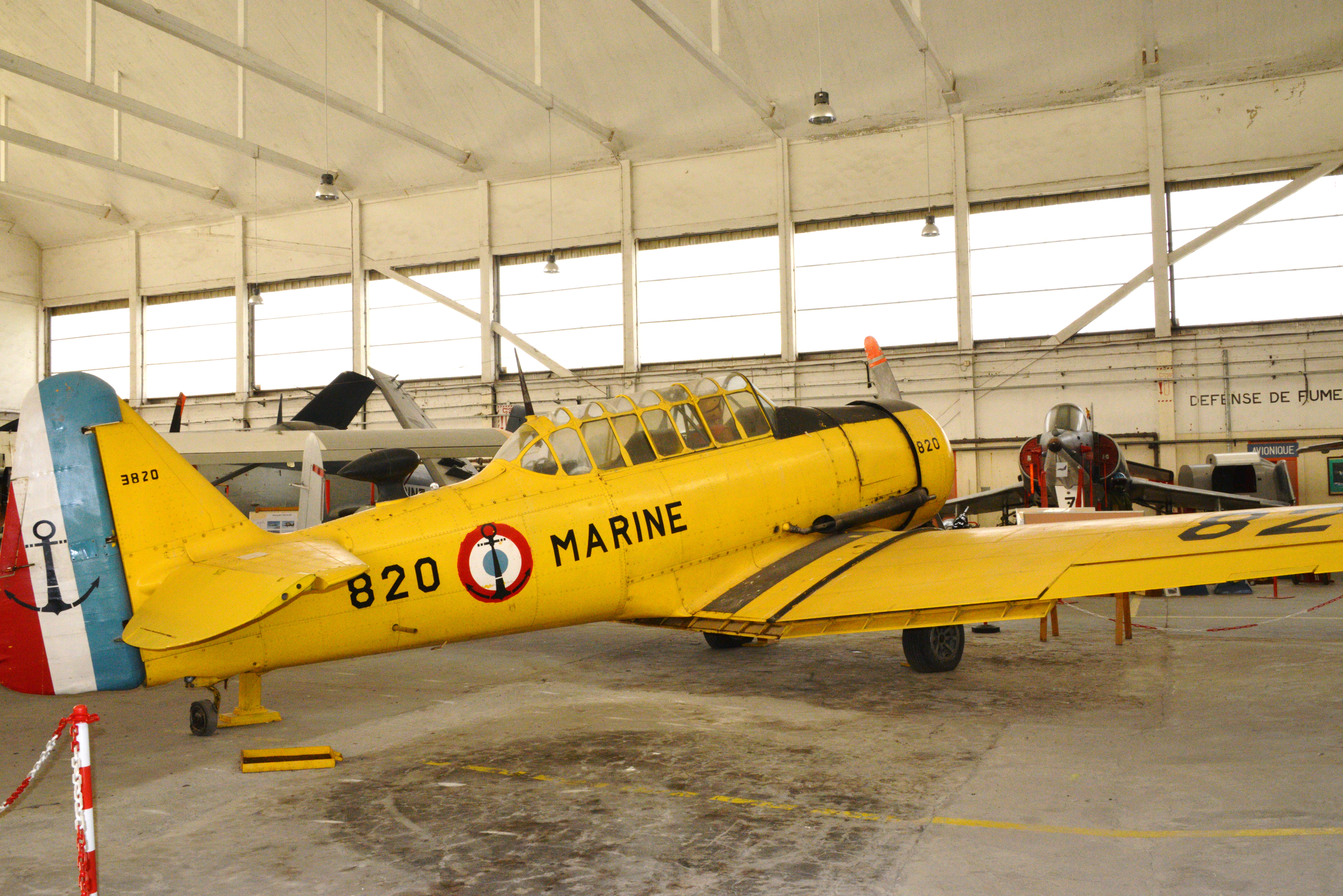
North-American Harvard II appelé T6
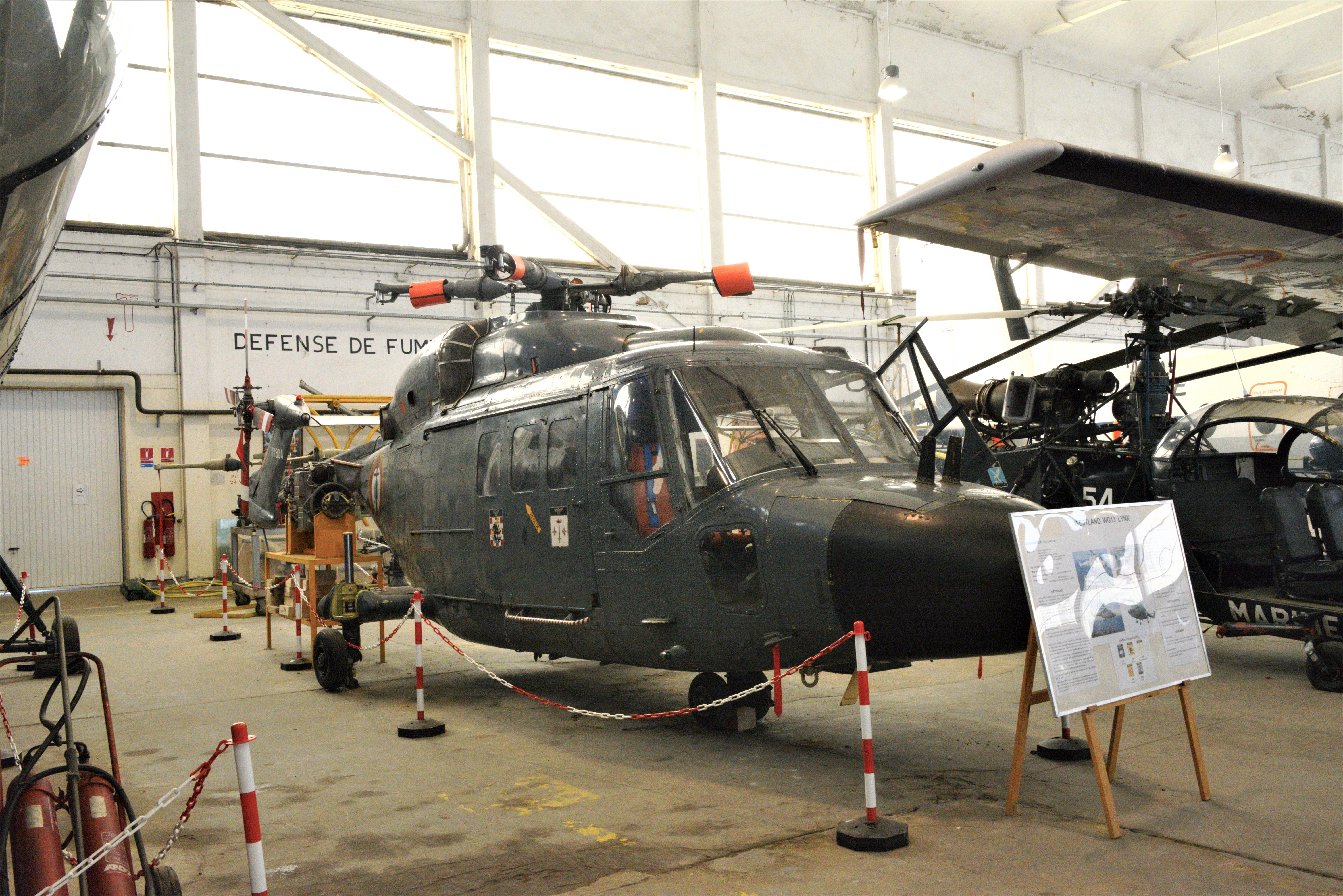
Westland WG 13 Lynx
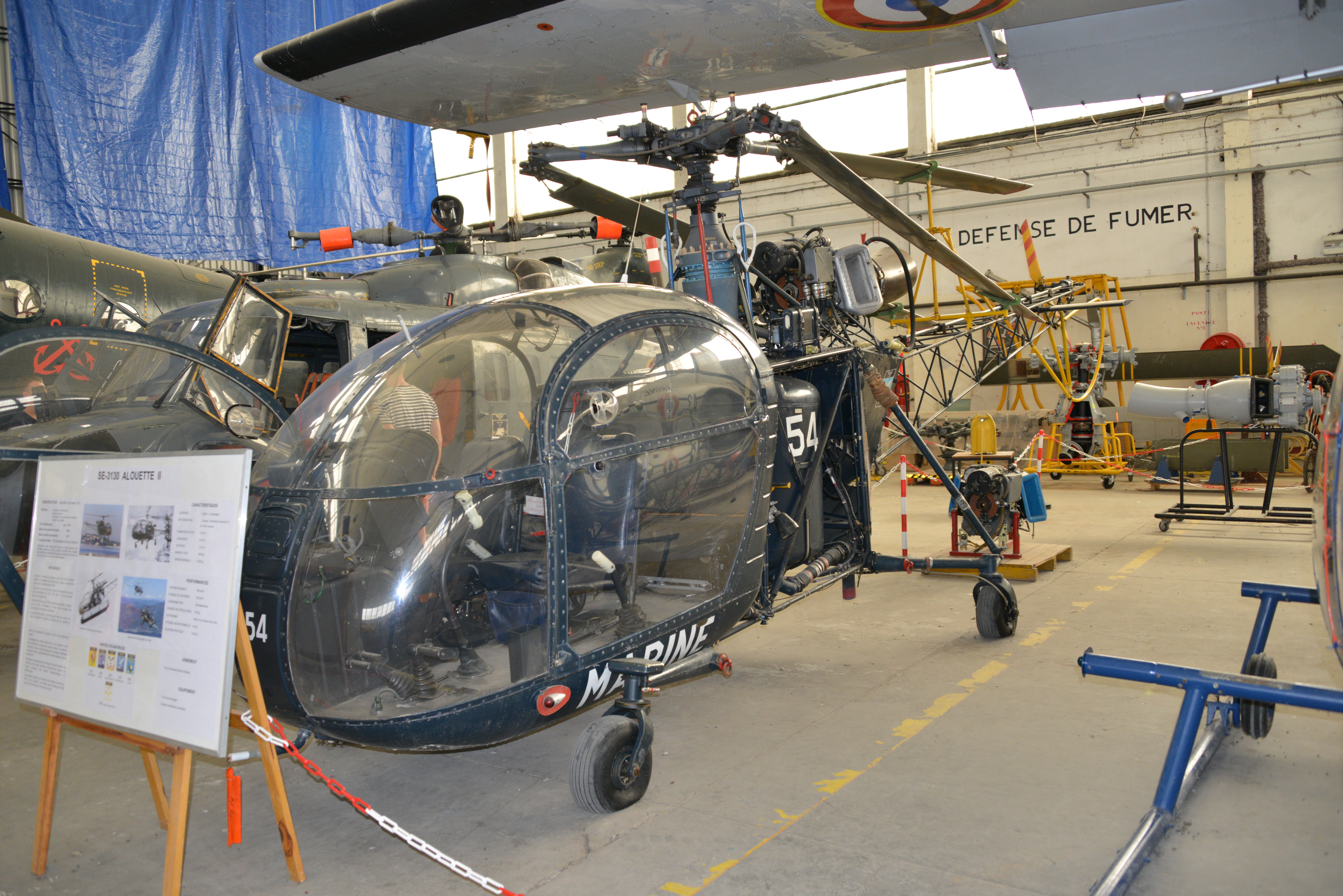
Alouette II
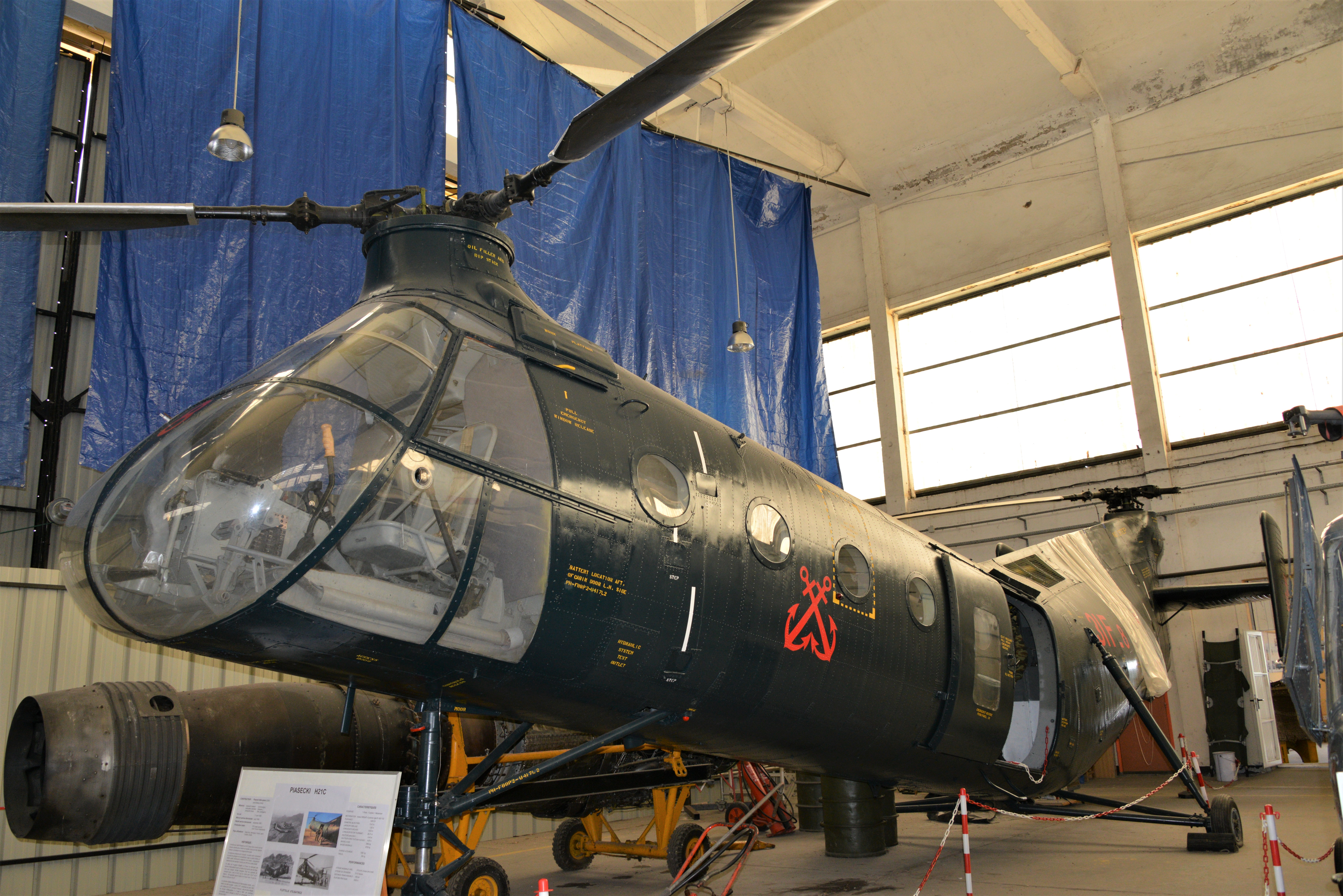
Piasecki Vertol H 21 FR appelé "banane"
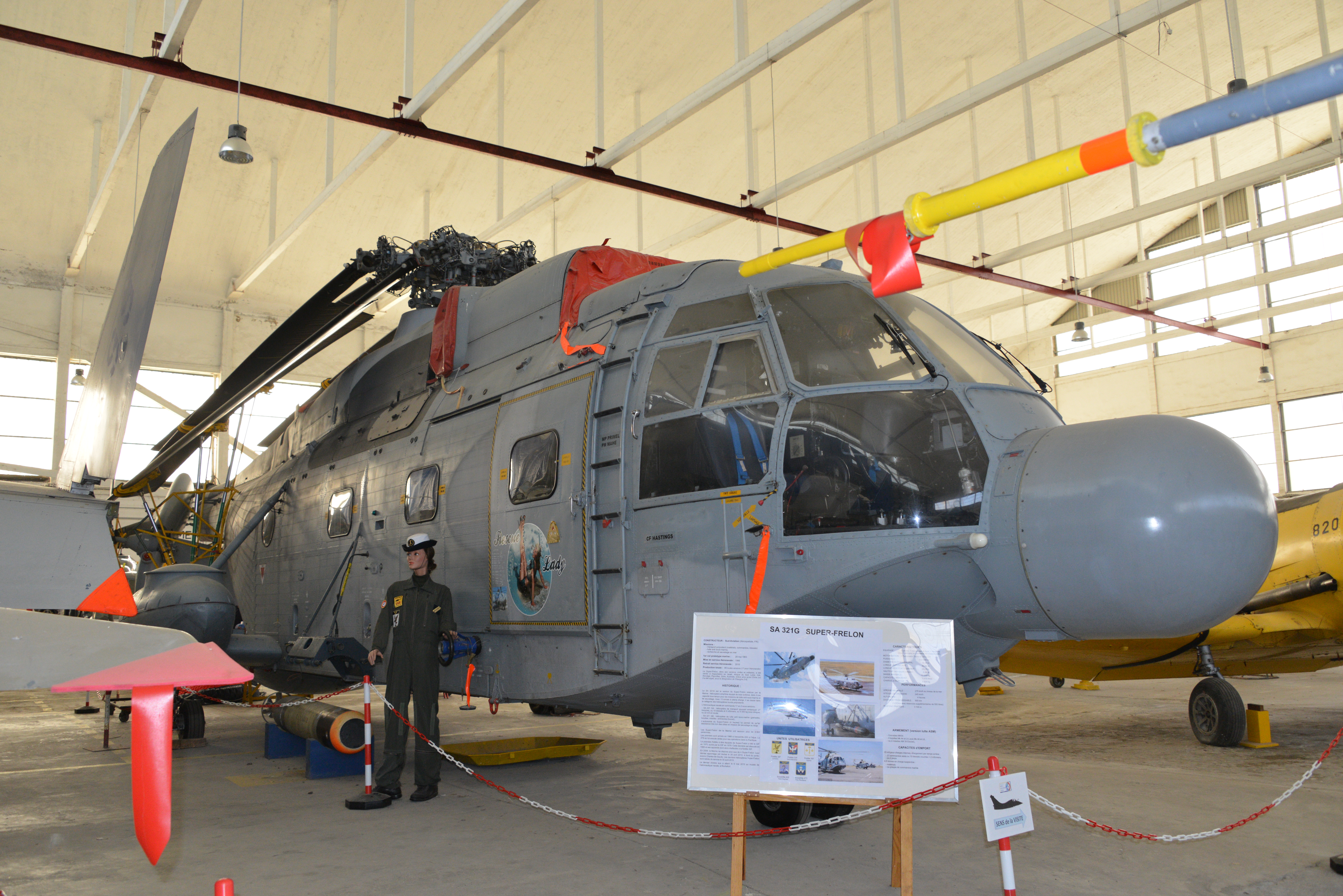
Super frelon SA 321G